# Торо сивоголовий
То́ро сивоголовий (Phyllastrephus scandens) — вид горобцеподібних птахів родини бюльбюлевих (Pycnonotidae). Мешкає в Західній і Центральній Африці.

## Підвиди
Виділяють два підвиди:
- P. s. scandens Swainson, 1837 — від Сенегалу до північного Камеруну;
- P. s. orientalis (Hartlaub, 1883) — від північного Камеруну до Південного Судану, центральної Уганди, західної Танзанії і півдня ДР Конго.

## Поширення і екологія
Сивологолові торо живуть в рівнинних і заболочених тропічних лісах, в савані і чагарникових заростях на висоті до 1500 м над рівнем моря.